# Temporada 2010-2011 del Valencia Basket Club
La temporada 2010-2011 el València Basket, patrocinat per Power Electronics, finalitzà tercer a la fase regular de la lliga ACB.

## Play-off pel títol de lliga
En els Play-off pel títol, quedà eliminat en quarts de final, en perdre 0-2 contra el Club Basket Bilbao Berri.
| 3 | Power Electronics València | 0 | 2 | Bizkaia Bilbao Basket | 6 |
| - | -------------------------- | - | - | --------------------- | - |

| Equip Local                | Resultat | Equip Visitant             |
| Power Electronics València | 72-79    | Bizkaia Bilbao Basket      |
| Bizkaia Bilbao Basket      | 79-75    | Power Electronics València |

## Plantilla
| València Bàsket Club 2010-2011 |                   |            |               |            |
| Núm.                           | Jugador           | Posició    | Nacionalitat  | Alçada (m) |
| 00                             | Omar Cook         | Base       | Estats Units  | 1,86       |
| 6                              | Jeremy Richardson | Aler       | Estats Units  | 2,01       |
| 9                              | Víctor Claver     | Aler       | País Valencià | 2,06       |
| 10                             | Josep Simeón      | Base       | País Valencià | 1,88       |
| 12                             | Serhiy Lisxuk     | Pivot      | Ucraïna       | 2,12       |
| 17                             | Rafa Martínez     | Escorta    | Catalunya     | 1,91       |
| 20                             | Dusko Savanovic   | Aler pivot | Sèrbia        | 2,04       |
| 20                             | Florent Piétrus   | Aler pivot | França        | 2,03       |
| 22                             | Nando de Colo     | Base       | França        | 1,98       |
| 23                             | Marc Fernàndez    | Aler       | Catalunya     | 2,03       |
| 51                             | Robertas Javtokas | Pivot      | Lituània      | 2,11       |
| 5                              | James Augustine   | Aler pivot | Estats Units  | 2,08       |